# ARP Instruments

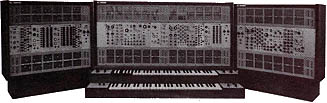
ARP 2500

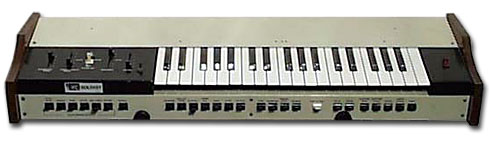
ARP Soloist

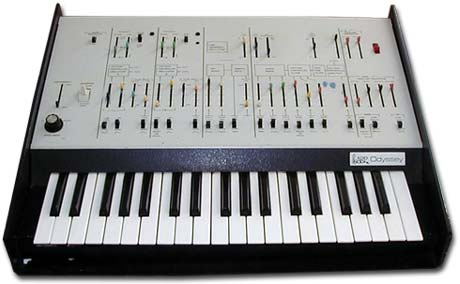
ARP Odyssey

ARP Instruments, Inc. was een Amerikaans bedrijf dat elektronische muziekinstrumenten produceerde. Het werd bekend om zijn analoge synthesizers uit begin jaren zeventig, en verdiende een reputatie om de uitstekend klinkende en innovatieve instrumenten.

## Beschrijving
ARP werd in 1969 opgericht door Alan R. Pearlman. Het bedrijf ging na zware verliezen in 1981 failliet, waarna de handelsmerk- en octrooirechten werden overgenomen door CBS Musical Instruments.
ARP-synthesizers vormden de muziek van de jaren zeventig en vroege elektronische muziek. Instrumenten van dit bedrijf zijn gebruikt in talloze muziekproducties in die tijd en latere jaren. De ARP Solina String Ensemble is te horen op "Shine On You Crazy Diamond" van Pink Floyd. Een ARP Odyssey is te horen in het nummer "Chameleon" en op het hele album Thrust (1974) van Herbie Hancock, en een ARP 2600 wordt bespeeld in het nummer "Summer Madness" van Kool & the Gang.
Andere muzikanten die veel met deze synthesizers werkten waren Pete Townshend, Keith Emerson, Tony Banks, Billy Currie, Jean Michel Jarre, Jimmy Page, Vangelis, Klaus Schulze, Andrew Fletcher, Joe Zawinul en Isao Tomita.
In 2015 werd het bestverkochte instrument, de ARP Odyssey, opnieuw in productie genomen door Korg.

## Producten
- 1970 – ARP 2500
- 1971 – ARP 2600
- 1972 – ARP Odyssey
- 1972 – ARP Pro Soloist
- 1974 – ARP Solina String Ensemble
- 1975 – ARP Omni
- 1975 – ARP Axxe
- 1976 – ARP Sequencer
- 1977 – ARP Omni 2
- 1977 – ARP Pro/DGX
- 1978 – ARP Quadra
- 1980 – ARP Solus